# Мици Харасти

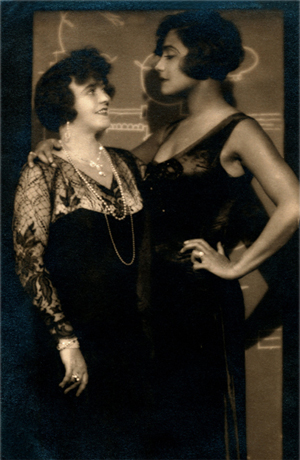
Мици Харасти (слева) и Мария Лазар. 1927

Мици Харасти (урождённая — Мария Хинкельманн) (венг. Mici Haraszti; 25 июня 1882, Тренчин, Австро-Венгрия (ныне — Словакия) — 18 февраля 1964, Будапешт) — венгерская актриса
 театра и кино, певица
.

## Биография
Окончила в 1901 году актёрскую школу в Будапеште. Дебютировала на сцене театра в Секешфехерваре. В 1911 году была приглашен в Венгерский театр, затем в 1911—1914 годах выступала в столичном Театре комедии. Позже играла в нескольких шоу-кабаре, в столичном Театре оперетты. После, до выхода на пенсию — в Национальном театре в Будапеште.
Играла в пьесах и опереттах Шекспира, М. Йокаи, Ф. Легара, П. Качо, Э. Ростана, В. Якоби и др.
Снималась в кино с 1915 года. За свою карьеру сыграла в более чем 30 фильмах.

## Избранная фильмография
- Лакей Ипполит (1931) — жена Шнайдера
- Mindent a nőért! (1934)
- Hetenként egyszer láthatom (1937)
- Az én lányom nem olyan (1937)
- Szerelemből nősültem (1937)
- Elcserélt ember (1938)
- Nincsenek véletlenek (1939)
- Mária két éjszakája (1940)
- Egy éjszaka Erdélyben (1941)
- Három csengő (1941)
- Dr. Kovács István (1942)
- Egér a palotában (1943)
- Aranypáva (1943)
- Ágrólszakadt úrilány (1943)
- Fiú vagy lány? (1944)
- Afrikai vőlegény (1944)
- A tanítónő (1945)
- Déryné (1951)